# Dennis Wann
John Dennis Wann (Blackpool, 17 novembre 1950) è un ex calciatore inglese, di ruolo centrocampista.

## Caratteristiche tecniche
Era un'ala sinistra ma all'occorrenza poteva giocare anche a destra.

## Carriera
Dopo aver trascorso la stagione 1966-1967 nelle giovanili del Blackpool (club della sua città natale) nel 1967, all'età di 19 anni, diventa professionista venendo aggregato alla prima squadra dei Tangerines, militante nella seconda divisione inglese, categoria in cui gioca per un triennio ovvero fino alla promozione in prima divisione conquistata nella stagione 1969-1970; il 7 novembre 1970 esordisce nella prima divisione inglese, in una sconfitta casalinga per 1-0 contro i londinesi dell'Arsenal; nel prosieguo della stagione, che il club conclude con un'immediata retrocessione in seconda divisione, Wann gioca poi ulteriori 8 partite di campionato, partecipando inoltre alla vittoria della Coppa Anglo-Italiana 1971 (in cui scende anche in campo nella finale subentrando dalla panchina e servendo a Micky Burns l'assist decisivo per la vittoria del trofeo). Rimane poi al Blackpool anche nella stagione 1971-1972, giocata nuovamente in seconda divisione, categoria in cui in quattro stagioni (comprese anche quelle precedenti all'annata in prima divisione) gioca in totale 8 partite.
Nell'estate del 1972 viene ceduto allo York City, in terza divisione; con i Minstermen trascorre due stagioni in questa categoria, la seconda delle quali terminata con una promozione in seconda divisione (la prima nella storia del club), categoria nella quale poi gioca durante l'intera stagione 1974-1975; nella stagione 1975-1976, dopo complessive 7 reti in 66 partite di campionato con il club di York, gioca in prestito in quarta divisione prima al Chesterfield (3 presenze) e poi all'Hartlepool Utd (2 presenze). A fine stagione viene ceduto al Darlington, altro club di quarta divisione, dove gioca da titolare per un quadriennio in questa categoria, mettendovi a segno complessive 13 reti in 121 partite giocate.
Continua poi a giocare in quarta divisione anche dal 1979 al 1981 con il Rochdale, con cui in un biennio segna 7 reti in 67 partite di campionato giocate; nell'estate del 1981 fa ritorno dopo nove anni al Blackpool, nel frattempo retrocesso in quarta divisione, e nella stagione 1981-1982 gioca 19 partite di campionato con la maglia dei Tangerines; va poi a giocare a livello semiprofessionistico in Northern Premier League (sesta divisione) al Workington, dove rimane per due stagioni, intervallate da alcuni mesi nuovamente in quarta divisione al Chester City, con cui nella prima parte della stagione 1983-1984 gioca 3 partite in questa categoria. Va infine a chiudere la carriera al Runcorn, con cui gioca per una stagione in quinta divisione.
In carriera ha totalizzato complessivamente 298 presenze e 27 reti nei campionati della Football League.

## Palmarès

### Club

#### Competizioni internazionali
- Coppa Anglo-Italiana: 1

Blackpool: 1971

#### Competizioni regionali
- Northern Premier League President's Cup: 1

Workington: 1983-1984
- Cheshire Senior Cup: 1

Runcorn: 1984-1985